# Christian-Doppler-Geburtshaus

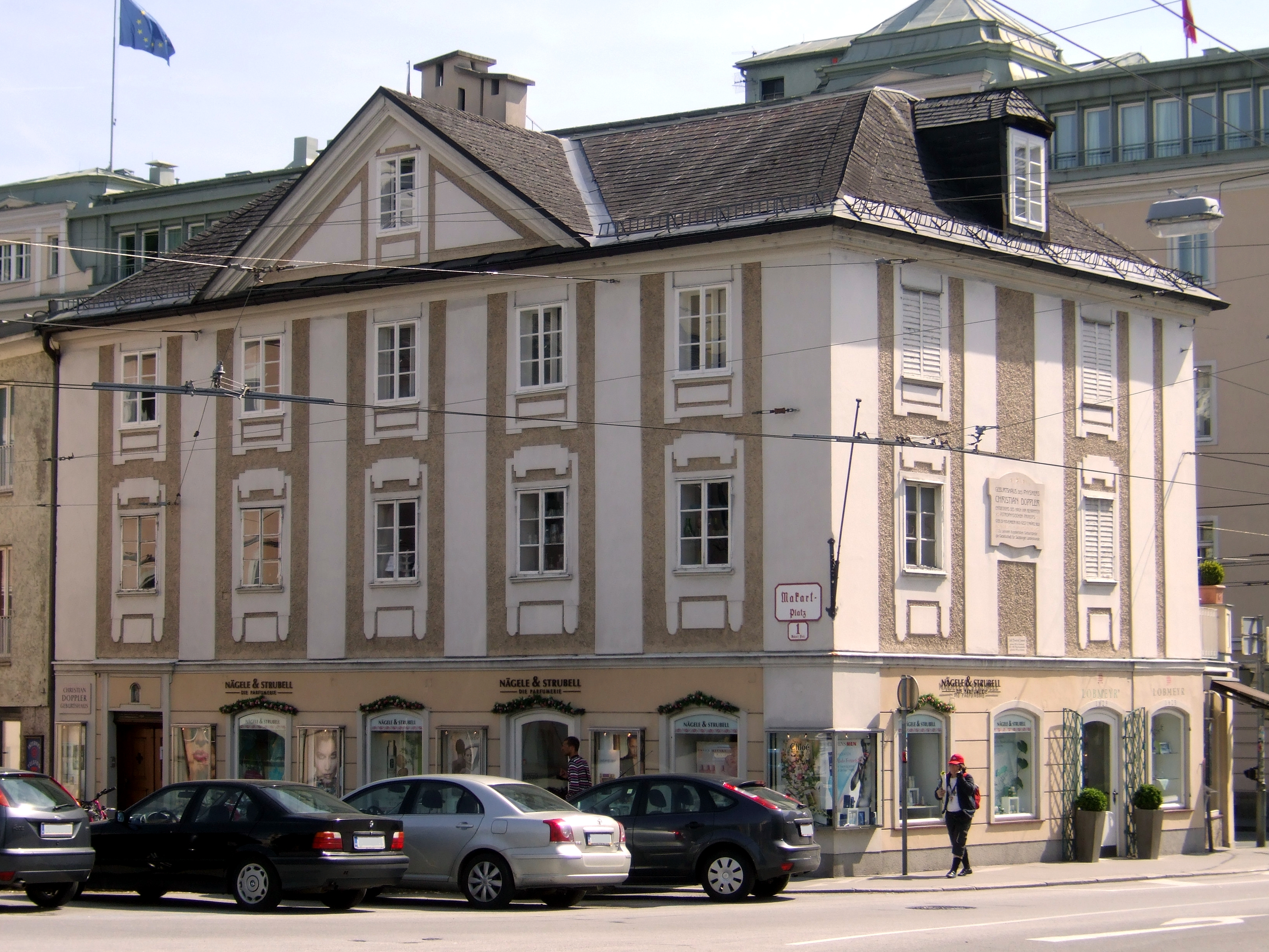
Christian-Doppler-Geburtshaus am Salzburger Makartplatz (2010)

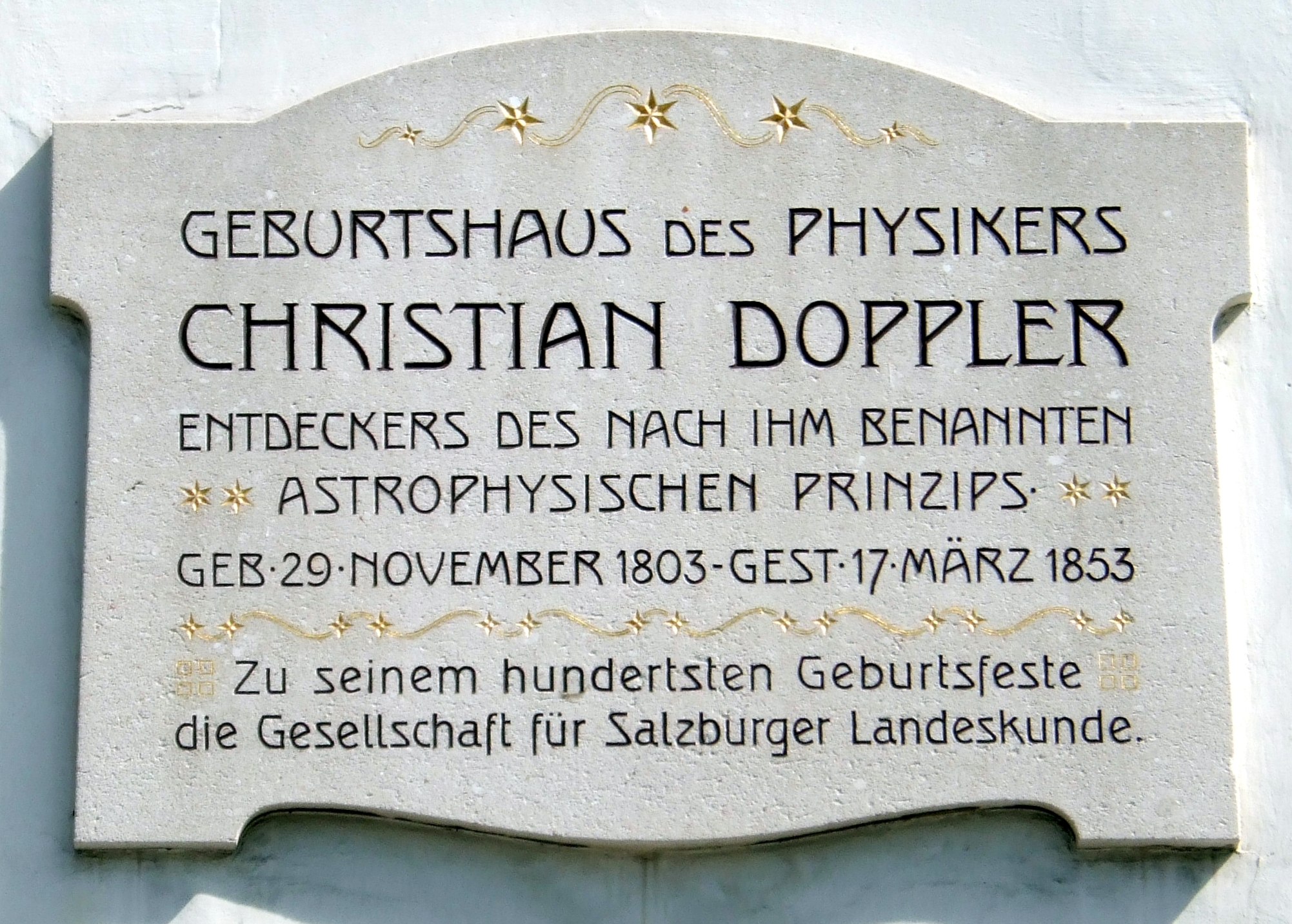
Im Jahr 1903 anlässlich Dopplers 100. Geburtstag an seinem Geburtshaus angebrachte Gedenktafel

Das Christian-Doppler-Geburtshaus steht am Makartplatz 1 in der Landeshauptstadt Salzburg. Das Geburtshaus des Mathematikers und Physikers Christian Doppler (1803–1853) steht unter Denkmalschutz (Listeneintrag).

## Geschichte
Das Gebäude wurde am Ende des 18. Jahrhunderts erbaut.

## Architektur
Das an drei Seiten freistehende dreigeschoßige Gebäude hat eine Lisenengliederung der Obergeschoße und zeigt Fensterumrahmungen im Plattenstildekor. Im Dach sind die zwei Längsfassaden mittig übergiebelt; die schmälere Kopffassade ist ungleichmäßig gegliedert und erhielt im Walmdach mittig eine Gaupe. Das Erdgeschoß wurde seit der Errichtung des Gebäudes verändert.